# 加斯帕爾海峽
加斯帕爾海峽是印度尼西亞的海峽，位於勿里洞島和邦加島之間，連接爪哇海和南中國海，由邦加-勿里洞省負責管轄，水深少於200米。
2°52′S 107°4′E / 2.867°S 107.067°E